# Восстание в Каге
Восстание в Каге (яп. 加賀一向一揆, かがいっこういっき) — восстание монахов, крестьян и самураев буддийской секты дзёдо-синсю в Японии, вспыхнувшее в 1488 году в провинции Кага. В результате восстания было создано самоуправляющееся «народное государство» (яп. 百姓ノ持チタル国), просуществовавшее более 90 лет.

## Краткие сведения
На середину 1470-х годов Япония переживала время междоусобиц, спровоцированных смутой Онин. Японская центральная власть была парализована, а в регионах шли непрерывные войны. В это время патриарх Рэннё, глава монастыря Хонган-дзи и буддийской секты дзёдо-синсю, который вёл свою родословную от японского мыслителя Синрана, пытался облегчить страдания населения, активно проповедуя своё учение. В течение 1471—1475 гг. он находился в поселении Ёсидзаки, которое сделал центром своей миссионерской деятельности в Северной Японии. Несмотря на то, что Рэннё не имел официального разрешения на проповедь, ему удалось подчинить себе различные амидаистские секты региона, особенно в провинции Кага. В 1473 году военный губернатор этой провинции Тогаси Масатика поставил условие Рэннё, что предоставит официальное разрешение на миссионерскую деятельность, если сектанты окажут ему поддержку в борьбе с младшим братом Тогаси Котиё. В 1474 году последователи дзёдо-синсю помогли губернатору уничтожить брата, но сам губернатор обещания не сдержал и в 1475 году начал репрессии против сектантов. Из-за этого они подняли восстание в 1488 году, захватили вражескую цитадель Тако, заставив губернатора совершить ритуальное самоубийство, и установили новым губернатором Тогаси Ясутаку. Последний бежал в 1493 году, и провинция Кага перешла под прямой контроль дзёдо-синсю.
Теократическое «народное государство», образовавшееся в Каге, управлялось наместниками из Хонган-дзи. Им подчинилась светские вассалы, так называемые «уездные» управители, которые осуществляли власть на местах, и военные отряды, сформированные из состоятельных самураев и крестьян. В 1546 году центром повстанческой Каги стал монастырь в городе Канадзава, отделение Хонган-дзи.
Под влиянием победы восставших сектантов в провинции Кага подобные религиозные выступления последователей дзёдо-синсю состоялись в 1506, 1521—1523 годах в столичном регионе Кинай, а также регионе Хокурикудо: провинциях Этидзэн, Эттю и Ното. Однако все они закончились поражением восставших. В 1555 и 1564 годах сектанты пытались расширить границы своего «государства», воюя с самурайским родом Асакура, а в 1570-х годах — с родами Уэсуги и Ода, однако безуспешно.
Восстание в Кага было подавлено в 1580 году взятием монастыря в Канадзаве войсками Оды Нобунаги.